# Orthocyclops modestus
Orthocyclops modestus – gatunek widłonoga z rodziny Cyclopidae. Opisał go w 1883 roku amerykański badacz Clarence Luther Herrick, nadając mu nazwę Cyclops modestus.